# 人文学科
人文学科（英語：Humanities）又称人文學，是以觀察、分析及理性批判來探讨人类情感、道德和理智的各门学科文学、哲学、宗教、艺术、史學、人類學、語言学等和知识的总称。在人文主義興起後，人文學科常與神學學科相對。
人文一词的中文，最早出现在《易经》中贲卦的彖辞：“刚柔交错，天文也。文明以止，人文也。观乎天文以察时变；观乎人文以化成天下。”关于这个词的注解有很多，宋代程颐《伊川易传》对此的解释是：“天文，天之理也；人文，人之道也。天文，谓日月星辰之错列，寒暑阴阳之代变，观其运行，以察四时之速改也。人文，人理之伦序，观人文以教化天下，天下成其礼俗，乃圣人用贲之道也。”（见《伊川易传》卷二）一般认为，中国传统的人文概念是指人的各种属性。
到了近代，人文这个词被用来翻译“Humanism”，也就是人文主义，这个词是欧洲文艺复兴时期一些知识分子，在超越和反对中世纪欧洲宗教传统的过程中，以古希腊、罗马文化为学习典范，以此回归世俗。这些人就被称为“人文学者”，到19世纪的欧洲又有所谓的人文学科，20世纪英美的大学裡面也开始出现人文学科。人文学科的意思不是说人文的东西用一种科学的理论来解释，而是说对于人的各方面的一种求知、对于人的知识的一种探讨。
中国近现代知识分子在传统和西方的影响下，对于人文、人文主义和人文学科这几个紧密相关的词汇内涵的理解经历了很多变化。

## 歷史
西方研究人文學科的歷史可以上溯至古希臘，當時人文學科是市民教育的基礎。到了古羅馬時期，三學四科的概念開始形成。這些科目成了中世紀的教育主體，強調人文學科猶如技術或者做事的方法。
而中国对于人文学科的研究，其雏形出现很早，例如以民间乐曲为主的由春秋时期哲学家孔丘编撰的《诗》，就是对包括爱情在内的平民感情及基本道德的侧面反映。或以西方人本主義的思想以及價值觀闡述人文學科的普遍性質，因而提出人文學科的研究，主要是以戏剧、传奇、小说等文学形式反映出来的，並以《窦娥冤》為例，將人文主義導向制度的價值評論，而忽略了「抨击封建制度对人的残酷压迫以及底层妇女抗争」，只是人本主義的一環，不足以代表普遍性的人文思想。進而提出：「中国不同封建时期的统治者都进行了不同程度的压制人文学科，以致人文学科在中国的发展一直很缓慢，没有形成系统的科学，甚至参与者本身也收到残酷的迫害。直到『五四』时期，人文学科才真正开始走向主流文化」的論述。雖然最初人文學科以文學的不同形式出現，但以全觀的態度而論，人文學科包含各種面向，一般認為「文、史、哲」為人文學科的基礎領域，即是對人文學科本質的認識。將人本主義等同人文學科，即是「白馬是馬，白馬非馬」論述，白馬是馬的一種，但此名詞不足以表示所有的馬。再者，抨擊封建制度時，也不能單純地「符號化」封建制度，而不論及其本質，應該先釐清封建制度的特性，以免出現新封建制度抨擊舊封建制度的現象。夏、商、周的「封地建制」政治體系，即是舊階級形態的階段，階級成為對一個人的價值判斷標準，人因出生的家庭不同，而有貴賤之分，這種血統論才是封建制度的立基點。
文藝復興時期，人文學科被認定為只作研究而不實用的學科，猛然脫離傳統範疇譬如文學及歷史。到了二十世紀，這個觀點受到後現代運動所挑戰，就是為了人文學科在民主社會中尋求一個平等的定義。

## 包含学科

### 古典學
古典學，有時被稱為古代研究或者古典文明研究，是人文學科的一個重要分支。

### 人類學
人类学（英語：anthropology）一词，起源于古希腊语“（ánthrōpos，人）”以及“（lógos，逻各斯）”，意思是研究人的學科。這個學科名稱首次出現於德國哲學家亨德在1501年的作品《人類學——關於人的優點、本質和特性、以及人的成分、部位和要素》（Antropologium de hominis dignitate, natura et proprietatibus, de elementis, partibus et membris humani corporis），當時人類學這個字指的是人的體質構造。當代人類學具有自然科學、人文學與社會科學的源頭。

### 宗教
宗教是联系人与超自然神明或超验主义的文化体系，可分为多神论、泛神论、一神论和无神论等多种体系，包括个人行为、传统仪式、价值观念、世界观念、经典作品、朝拜圣地、道德规范或社会团体等形式。宗教信仰是人们对其中某个体系的共识和崇敬。人类学家克利福德·格尔茨声称与神话和哲学相辅相成，宗教相当于人文社科中的一门包罗万象的“生存之道”。
不同宗教可能包含不同元素，包括但不限于神性，圣物，信仰，超自然存在（一个或多个），给予信徒规范或力量的终极性或超验性生命体验。宗教的表现形式包括仪式，讲道，纪念或崇拜神明，牺牲，节日，节庆，殡葬服务，婚姻服务，祷告，音乐，艺术，舞蹈，公共服务或其他文化形式。宗教可能通过神圣历史、叙述（可能通过神圣经文保存）、符号意义和圣地，来记录生命、宇宙或其他事物的起源、并以此表达生命的意义。传统意义上，信仰被认为是宗教信念的来源。全世界大约有10000个不同宗教，大约84%的人口附属于5个最大宗教之一，基督教、伊斯兰教、印度教、佛教或不同形式的民俗宗教。

### 哲學

#### 主分支
哲學可以分为很多不同的分支，主要包括形而上學、知識論、倫理學、邏輯學和美學。

##### 形而上學
形而上學是指研究存在和事物本质的学问。形上學是哲学研究中的一个范畴，被视为“第一哲学”和“哲学的基本问题”。它指通过理性的推理和逻辑去研究不能直接透过感知所得到答案的问题，它是人类理性对于事物最普遍的面相和终极的原因的探索的一门学科。
形上學的主要问题包括：根本上有什麼存在？（What is ultimately there?）它是什麼樣的？（What is it like?）
形上學家們試圖闡明人們用以理解世界的基本概念（範疇），例如存在、客體（objects）及其性質、空間和時間、因果和可能性。形上學的主要分支學科之一是本體論，即對基本範疇及其相互關連的研究。另一個形上學的主要分支是宇宙論，即對本源（如果有的話）、基本結構、本性（nature）、宇宙動力學的研究。

##### 宇宙論
宇宙學（英文：Cosmology）或宇宙論，這個詞源自於希臘文的κοσμολογία（cosmologia, κόσμος （cosmos） order + λογια （logia） discourse）。宇宙學是對宇宙整體的研究，並且延伸探討至人類在宇宙中的地位。雖然宇宙學這個詞是最近才有的，人們對宇宙的研究已經有很長的一段歷史，牽涉到科學、哲學、神秘学以及宗教。

##### 知識論
目前有關「知識論」和「認識論」之間的關係，存在不同的看法。有學者認為，知識論與認識論雖然存在密切聯繫，但兩者也存在一些重要區別。他們認為，知識論是關于思維活動的內容，而認識論是關於知識得以可能的條件。不過，也有學者提出不同的說法，認為知識論和認識論所指相同，是包括以上兩者的一種整體概念。

##### 邏輯學
邏輯（英語：logic），又稱理則、論理、推理、推論，是有效推論的哲學研究。邏輯被使用在大部份的智能活動中，但主要在哲學、心理、学习、推论统计学、脑科学、數學、語義學、 法律和電腦科學等領域內被視為一門學科。邏輯討論邏輯論證會呈現的一般形式，哪種形式是有效的，以及其中的謬論。
邏輯通常可分為三個部份：歸納推理、溯因推理和演繹推理。
在哲學裡，邏輯被應用在大多數的主要領域之中：形上學/宇宙論、本體論、知識論及倫理學。
在數學裡，邏輯是指形式逻辑和数理邏輯，形式逻辑是研究某個形式語言的有效推論。主要是演繹推理。 在辯證法中也會學習到邏輯。数理邏輯是研究抽象邏輯关系和数学基本的问题。
在心理、脑科学、語義學、 法律裡，是研究人类思想推理的处理。
在学习、推论统计学裡，是研究最大可能的结论。主要是歸納推理、溯因推理。
在電腦科學裡， 是研究各种方法的性质，可能性，和实现在机器上。主要是歸納推理、溯因推理，也有在歸納推理的研究。
从古文明开始（如印度、中國和希臘）都有對邏輯進行研究。在西方，亞里斯多德將邏輯建立成一門正式的學科，並在哲學中給予它一個基本的位置。

### 語言學
传统的语言学称为语文学，以研究古代文献和书面语为主。在中国，传统上一直将音韵学、训诂学、文字学作为经学的一部分。现代语言学则以当代语言和口语为主。广义的语言学包括语文学。
這些學科也影響了對語言學的研究。例如，符號學是一個相關的領域，它涉及對一般標記與符號在語言中和語言外兩者的研究。文藝理論家們研究語言在文學藝術中的研究。另外，語言學還從不同的領域中得到借鑑，像是心理學、言語-語言病理學、信息學、計算機科學、生物學、人體解剖學、神經學、社會學、人類學以及聲學。

#### 历史语言学
历史语言学（historical linguistics），亦称越时语言学（diachronic linguistics)，是一门研究语言变化的学科。历史语言学是语言学的一个重要分支。

#### 普通语言学与微观语言学

##### 语音学
语音学是研究言语声音（即语音）的语言学分支学科。狭义的语音学对应英语中phonetics(發音)一词，关切的重点在具体语音本质以及产生语音的方法，与之相对的是音韵学（或称音系学），研究音位或语音区别特征在某种语言中运作的抽象规则和语音的系统。广义的语音学是指这两大方面研究的总合。本文介绍的是狭义的语音学。语音是语音学研究的客体，指的是人类说话时发出的具体声音，即言语的声音。国际语音学学会所制订的国际音标是语言学界广泛用来标注语音的音标方案。

##### 音系学
音位學（英語：Phonology 或 Phonemics），又稱音系學（中國）、音韻論（日本）、音素學、音韻學（台灣），為語言學分支學科，是研究某一語言的音位的學問。

##### 构词学
構詞學，又稱形態學，是語言學的一個分支，研究單詞的內部結構和其形成方式。如英語的dog、dogs和dog-catcher有相當的關係，英語使用者能夠利用他們的背景知識來判斷此關係，對他們來說，dog和dogs的關係就如同cat和cats，dog和dog-catcher就如同dish和dishwasher。構詞學正是研究這種單字間組成的關係，並試著整理出其組成的規則。

##### 语法学

###### 历史语法学
研究某一种语言从历史上语法结构发展演变的学科。
历史语法学也从属于历史语言学，是交叉学科。

###### 比较语法学
研究各亲属语言语法结构之间的关系，互相影响以及确定各语言之间亲属关系的学科。
比较语法学也从属于比较语言学，是交叉学科。

###### 描写语法学
研究某一种语言，在某一特定的时期，其详细的语法结构的学科。
描写语法学也从属于共时语言学，是交叉学科。

#### 社会语言学

##### 方言学
方言学：方言地理学

#### 应用语言学

##### 语言教学

###### 第二语言教学
第二语言教学：英語教學

### 文學
文學（英語：literature），在最廣泛的意義上，是任何單一的書面作品。更嚴格地說，文學寫作被認為是一種藝術形式，或被認為具有藝術或智力價值的任何單一作品，通常是由於以不同於普通用途的方式部署語言。它的拉丁詞根literatura/litteratura（本身起源於littera：letter或handwriting）被用來指代所有的書面記錄，儘管當代定義將術語擴展到包括口頭或唱歌的文本（口頭文學）。文學可以根據是虛構作品還是非虛構作品進行分類，也可以根據是韻文還是散文進行分類；可以根據長篇小說、中篇小說、短篇小說等主要形式進一步區分；作品往往根據歷史時期或者遵守某些美學特徵或期望（藝術類型）進行分類。以语言文字为工具形象化地反映現實的藝術，包括韻文、散文、劇本、小说等，是文化的重要表现形式，以不同的流派表现内心情感和再现一定时期和一定地域的生活。
這個概念隨著時間的推移而改變了意義：現在它可以擴大到非書面的口頭藝術形式，可以與語言或文字本身配合，因此很難就其起源達成一致。印刷技術的發展使得書面作品的分佈和擴散成為可能，最終導致了網絡文學。
文學並不一定是客觀的，一名成功的文學家能在自己的文學作品中，展現自己對於文學的主觀看法，抒發自己的情緒和感觸，但藉由嘗試建立一個「客觀的標準」，有時對能幫助作家了解「讀者的感受」以求將內心之情感與藝術表現完整的體現在讀者心中。有時也能藉作家主觀想法帶給社會不同面相去省思現況，例如女性文學的興起。

#### 口头文学
口头文学是口口相传的文学作品，是民间文学的主要流传方式，其内容可以包括诗歌、故事等。在民间口头文学中，打油诗、黄色故事和鬼故事是数量最多的三类。例如，中国四大民间传说等就是由口头文学慢慢成型的。

### 藝術

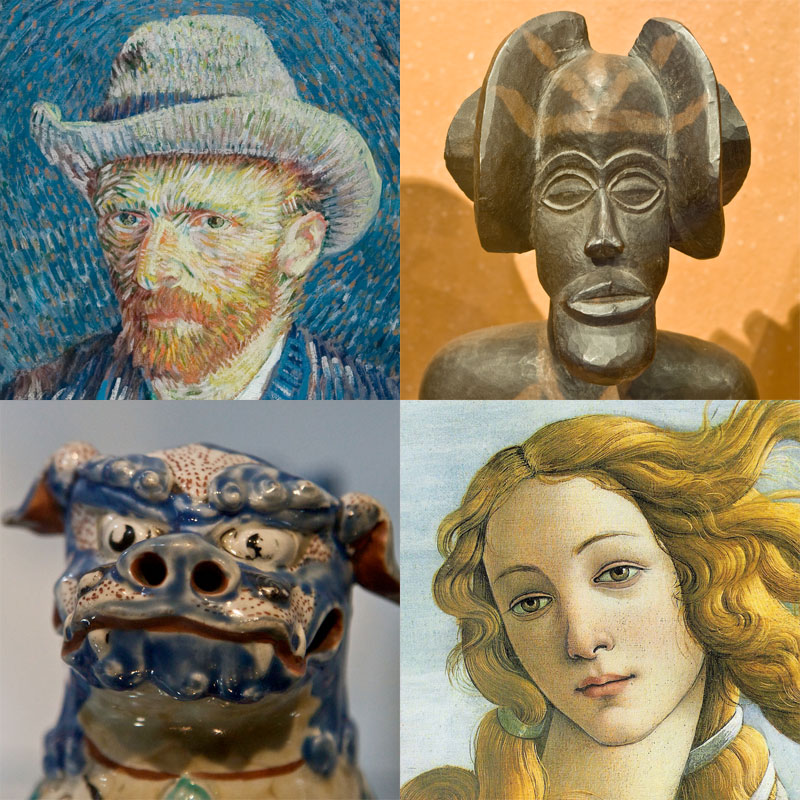
左上是文森特·梵高的自畫像，右上是非洲绍奎人的雕塑，左下是中國的風獅爺，右下是桑德羅·波提切利的維納斯的誕生的一部份

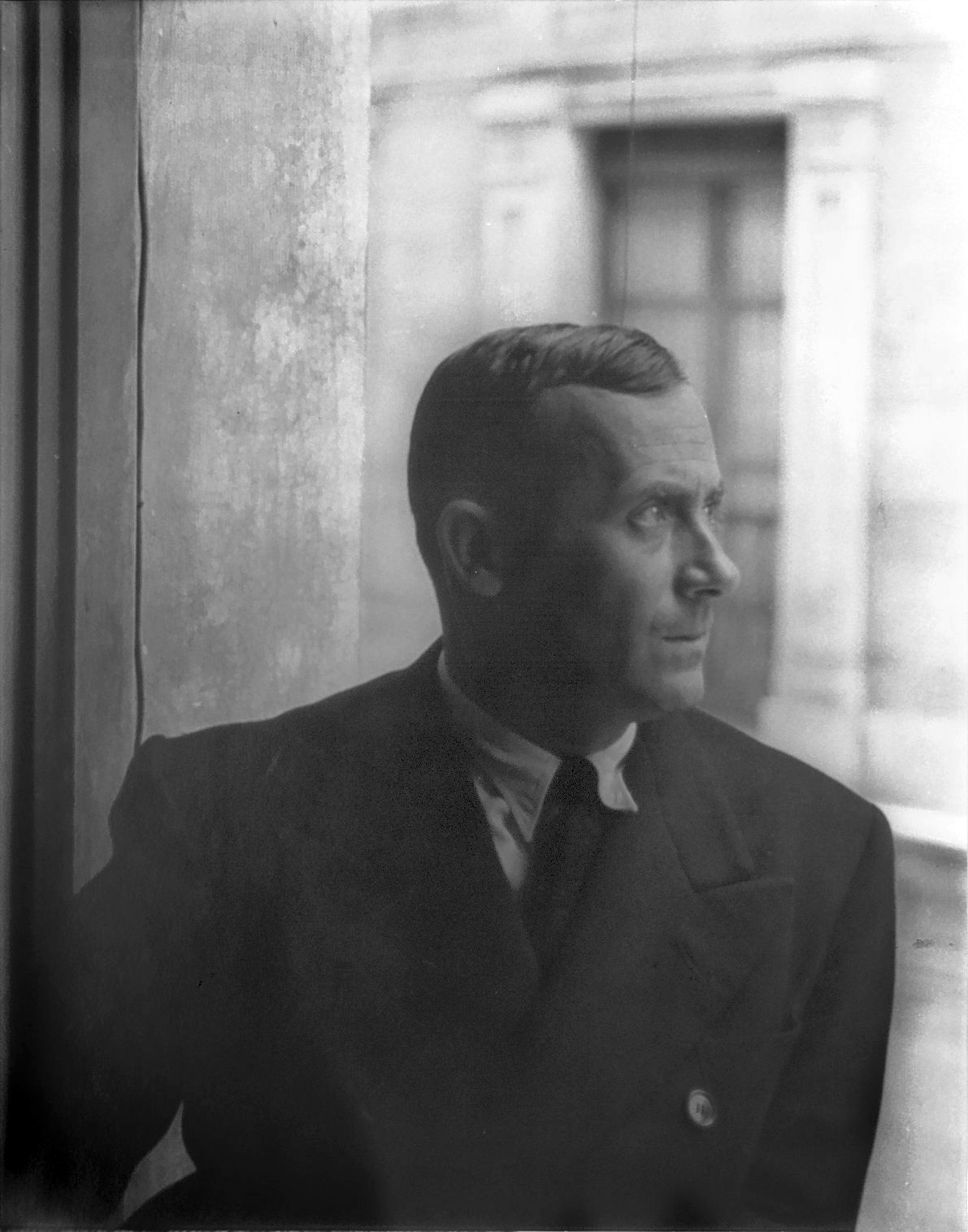
胡安·姆羅，攝於1935年6月

艺术指憑藉技巧、意願、想象力、經驗等綜合人為因素的融合與平衡，以創作隱含美學的器物、環境、影像、動作或聲音的表達模式，以指和他人分享美的感覺或有深意的情感與意識的人類用以表達既有感知且將個人或群體體驗沉澱與展現的過程。
二十世紀以來至今，結合了傳統定義藝術領域以外元素的多元藝術形式不斷出現，如常見的“科技藝術”（Technical Art），“數位藝術”（Digital Art）、“裝置藝術”（Installation Art）、“觀念藝術”（Conceptual Art）、“行為藝術”、“生物藝術”等不勝枚舉。如此多樣的藝術形式隨著時間不斷的在挑戰藝術理論能夠定義的極限。關於藝術如何認定也已經成為開放式的問題，目前皆以當下的藝術界公認定義為準。
在歷史上藝術有許多不同的功能，因此很難將藝術的目的抽象化成一個單一的概念。這不表示藝術的目的是模糊不清的，只是藝術的創造有許多不同的、唯一的原因。以下會列出一個藝術的目的，會分為無動機（non-motivated）及有動機的（motivated）兩類（Lévi-Strauss）。
1. 無動機的目的
  - 無動機的藝術是指那些本來就是人類不可或缺一部份的藝術，這類的藝術超越個人，或是不是為某一特定目的所創作。以此觀點，藝術和創造力一様，是人類依其天性而來的，因此超過實用的層面。

  1. 人類對於和諧、平衡及節奏的本能：這個層次的藝術不是某個動作或是物品，而是內在對於平衡及和諧（美）的欣賞，因此是人的基本層面之一，不只是實用的層面而已。
  2. 神秘的經驗：藝術提供個人可以體驗個人和宇宙之間的關係。這種體驗常常是無動機的，就像對於藝術、音樂或詩的欣賞一様。
  3. 想像的表達：藝術提供表達想像的方式，而且這種方式是沒有文法的，因此不受口說或書面語言的形式影響。文字是循序式的，每個字有既定的定義，而藝術提供許多的形式、符號和概念，而其意義是可以變化的。
  4. 儀式和象徵功能：在許多文化中，在儀式、表演及舞蹈中都有藝術，是種裝飾或是標誌。這些常常沒有特定實際的目的，人類學家認為這些是文化的一部份，多半不是由個人提供，而是許多世代變化之後的結果，也和此文化和宇宙的關係有關。

1. 有動機的目的
  - 有動機的藝術是指那些因為特定目的產生的藝術。可能是為了政治的變革、對社會的某一議題表示意見、表達特定的感情或是態度無動機的目的、陈述個人心理、描述另一個事物、銷售產品，或是作為一個交流的工具。

  1. 交流：藝術是一種溝通交流的工具，許多的交流都是對另一個體有一定的動機，因此這是有動機的目的。
  2. 娛樂：藝術一般會產生特定的情緒或態度，例如說使欣賞藝術的人放輕鬆，或是提供娛樂。
  3. 前衛，政治變革：二十世紀早期藝術的定義之一就是由視覺影像帶來政治變革。達到此目的的藝術運動——像达达主义、超现实主义、結構主義及抽象表現主義——則稱為前衛藝術。
  4. 藝術作為一「自由區」：免去社會責難的作用。當代藝術強調對於文化差異的寬容，也強調其解放的功能（社會調查、行動、顛覆、解構主義），因此在研究和實驗上都更加開放。
  5. 針對社會調查、顛覆或（和）無政府主義的藝術：類似有關政治變革的藝術，顛覆或解構主義會在沒有特定政治目的的情形下提出特定社會議題的問題。此時藝術的功能只是批評社會的某一面向。
  6. 針對社會議題的藝術：藝術可以用來喚醒大家對許多社會事件的關注。許多藝術活動的目的就是提高對自閉症[19][20][21]、癌症[22][23][24]、人口贩卖[25][26]及許多其他議題的關注。
  7. 藝術在心理及治療上的目的：藝術治療師，心理治療師，臨床心理學家也會用藝術作為工具，稱為藝術療法。
  8. 以宣傳或商業化為其目的的藝術：藝術可以是一種宣傳的形式，漸漸的影響大家的觀念或情緒。藝術也可以作為銷售手法中的一部份，也是要影響觀念或是情緒。此時藝術的目的是要影響讀者，對特定事物或概念有特定情緒或心理上的反應[27]。
  9. 藝術是演化適合度的指標：有人認為人類大腦的能力遠超過在遠古環境下求生所需的能力。有一種演化心理學的論點認為人類大腦及其相關特性（像藝術及創造力）對人類的作用都類似公孔雀的尾巴。公孔雀華麗的尾巴的作用是在於吸引異性。依此理論，藝術上較好的表現可以吸引異性，在演化上很重要[28]。

### 歷史學
歷史學，簡稱史學，是以歷史為研究對象的學科。雖然在廣義上歷史可以包含人類以外的事物，但作為一門人文學，歷史學主要以人類社會為研究對象。

#### 考古学
考古學（英語：或, archaiologia ,arkhaīos，「古代」；以及, -logiā,「學問」），對於過去人類社會的研究，主要透過重建與分析古代人們的物質文化與環境資料，包括器物、建築、生物遺留與文化景观。由於考古學運用許多不同的研究程序，它可被認定為一門科學與一門人文學，而且在美國，它是人類學的一個分支，在歐洲則是一門獨立學科。
考古學研究人類歷史，從距今250萬年前東非最早的石器的發展，直到近代。這個學科是最重要的史前史研究學科，在史前時代沒有文字資料可供歷史學家研究，而且這個時代佔了人類整體歷史的99%以上，從舊石器時代直到書寫文字出現之前。考古學具有各種不同的目標，範圍從研究人類演化到文化演化與瞭解文化史。
考古學包括遗址調查、發掘以及最後對所收集資料的分析，以便更瞭解人類的過去。就宏觀的視野來看，考古學仰賴跨學科分析，學科上的協助來自人類學、歷史學、藝術史、古典學、民族學、地理學、地質學、語言學、物理學、資訊科學、化學、統計學、古生態學、古動物學、古生物學、古民族植物學與古植物學。
考古學在19世紀由歐洲的古物蒐藏發展出來，從那時開始就成為遍佈世界的學科。從一開始，各種特別型態的考古學就已發展，包括海洋考古學與考古天文學，以及多樣的科學技術以輔助考古學調查。然而今日考古學家面對許多問題，包括面對假考古學、盜掘掠奪器物、與反對人類遺留的發掘。

#### 中国史
中國歷史如果從中國第一次成体系甲骨文或陶文的文字出现的商朝中期算起約有3,300年（前1300年算起）；從考古学上第一个王朝二里头文化算起約有3,700年；从西周文献中傳說中的夏朝算起约有4,100年（前2070年算起）；從孔子所說的、有著三皇五帝的傳說時代算起約有4,700年（前2698年算起）；從盤古、上帝、女媧等不確定的神話時代算起約有「五千年」（這也是傳統民間認知上的長度）；從標誌著文明萌芽的新石器時代磁山文化算起約有10,000年；從人類開始脫離原始生活的舊石器時代藍田猿人文化算起約有80萬年的歷史。

#### 人口史
人口史，是指關於人口發展及其狀況的歷史。

##### 中國人口史
關於中國之人口成長歷史。

#### 谱牒学
研究並記錄一個家族的成員及其親屬的淵源。